# سانتاندر بانک

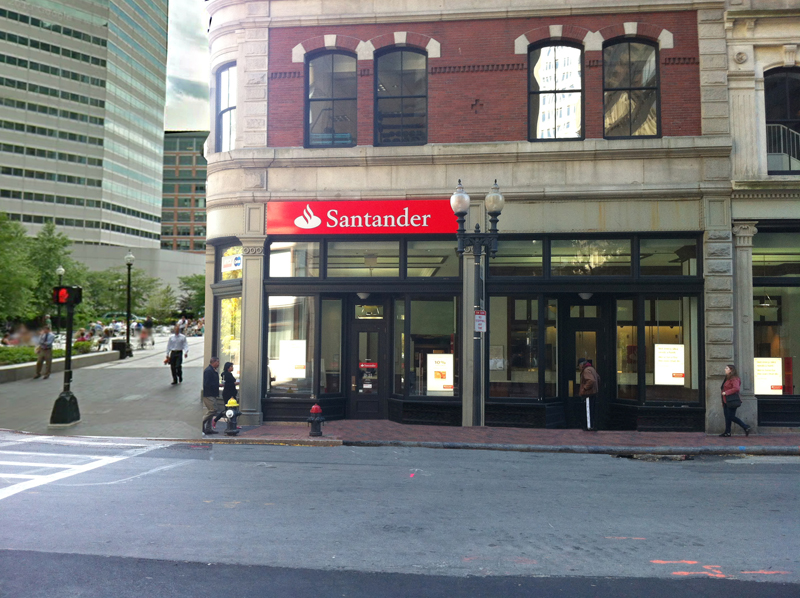
شعبه‌ای از سانتاندر بانک، در بوستون

سانتاندر بانک (به انگلیسی: Santander Bank) گروه بانکداری اسپانیایی است، که به‌عنوان زیرمجموعه‌ای از بانک اسپانیایی سانتاندر گروپ، در ایالات متحده آمریکا، در زمینه ارائه خدمات بانکداری خرد، کارت‌های اعتباری، وام مسکن، مدیریت سرمایه‌گذاری، مدیریت ثروت و نیز ارائه خدمات بیمه فعالیت می‌نماید. 
سانتاندر بانک در سال ۱۹۹۹ با خریداری ساورین بانک، توسط گروه سانتاندر، راه‌اندازی شد و در حال حاضر دارای شبکه‌ای از ۷۲۳ شعبه بانک و ۲٫۳۰۰ دستگاه خودپرداز در شمال‌شرقی ایالات متحده آمریکا متمرکز می‌باشد. مجموع دارایی‌های این بانک در سال ۲۰۱۳ بالغ بر ۷۷ میلیارد دلار برآورد گردید. شعبه مرکزی این بانک در شهر بوستون، ماساچوست، ایالات متحده آمریکا قرار دارد.